# Cabriès
Cabriès é uma comuna francesa na região administrativa da Provença-Alpes-Costa Azul, no departamento de Bouches-du-Rhône. Estende-se por uma área de 36,55 km². Em 2010 a comuna tinha 10 159 habitantes (densidade: 277,9 hab./km²).